# Āltī Āghāj-e Pā'īn
Āltī Āghāj-e Pā'īn (persiska: Āltī Āghāj-e Kūchak, آلتی آغاج كوچک, آلتی آغاج پایین) är en ort i Iran.   Den ligger i provinsen Golestan, i den norra delen av landet, 500 km nordost om huvudstaden Teheran. Āltī Āghāj-e Pā'īn ligger 818 meter över havet och antalet invånare är 480.
Terrängen runt Āltī Āghāj-e Pā'īn är kuperad. Runt Āltī Āghāj-e Pā'īn är det ganska glesbefolkat, med 48 invånare per kvadratkilometer. Närmaste större samhälle är Kasan, 11,3 km söder om Āltī Āghāj-e Pā'īn. Trakten runt Āltī Āghāj-e Pā'īn består till största delen av jordbruksmark.